# Semyon Gershgorin
Semyon Gershgorin (rus: Семён Аронович Гершгорин)  (Prujani, 24 d'agost de 1901 - Sant Petersburg, 30 de maig de 1933) va ser un matemàtic soviètic.
Nascut a Prujani (avui Belarús) el 1901, el 1923 es va graduar a l'Institut Tecnològic de Petrograd. Del 1930 al 1933 va ser professor a l'Institut Politècnic de Leningrad. Va morir sobtadament de malaltia el 1933. Va ser membre de la Societat de Física i Matemàtica de Leningrad i va treballar per l'Institut de Construcció de Maquinària.
En la seva curta vida, Gershgorin va publicar una dotzena d'articles científics, alguns d'ells en alemany. Els seus treballs versen sobre àlgebra, teoria de funcions de variable complexa, mètodes d'aproximació i numèrics i equacions diferencials. En un article de 1925 va proposar un intricat mecanisme per resoldre l'equació de Laplace i el 1926 va descriure els mecanismes d'enllaç de les operacions complexes. El 1929 en va construir un mecanisme de càlcul amb xarxes de components elèctrics que ha estat utilitzat en ordinadors fins a finals del segle xx. També va demostrar el teorema del cercle que porta el seu nom.
El seu cognom ha estat transliterat de molt diverses formes: Geršagorin, Gerschgorin o Gerszgorin: a més, en ser d'avantpassats jueus, també va ser transliterat de l'ídix com Hirshhorn o Hirschhorn.